# أتسك شيميزو
أتسك شيميزو (باليابانية: 清水 敦貴) (مواليد 10 يوليو 2000) هو لاعب كرة قدم ياباني.

## وصلات خارجية
- أتسك شيميزو على موقع رابطة كرة القدم اليابانية للمحترفين (اليابانية)
- أتسك شيميزو على موقع Soccerway.com (الإنجليزية)
- أتسك شيميزو على موقع عالم كرة القدم.نت (الإنجليزية)